# Bondy Cécifoot Club
Le Bondy Cécifoot Club est un club de football français basé à Bondy (Seine-Saint-Denis), avec des équipes de cécifoot et de futsal.

## Historique
Le Bondy Cécifoot Club est fondé officiellement en 2019. Le président a découvert  la discipline en 2017 à l'invitation du futur directeur sportif du BCC, Samir Gassama à assister à une rencontre de cécifoot, amenant à l'accueil d'un stage de l'équipe France à Bondy.
Le BCC dispose d'une équipe en catégorie B1 pour les non-voyants (discipline paralympique) et une autre en B2-B3 pour les malvoyants. Par la suite, une section féminine de futsalvalide a vu le jour, avant celle des masculins.
Quatre joueurs du BCC (Martin Baron, Gaël Rivière, Ahmed Tidiane Diakite et Hakim Arezki) ont été sélectionnés en équipe de France de cécifoot et sont sacrés champions aux Jeux paralympiques de 2024. Un terrain permanent de cécifoot est inauguré au sein du stade Léo-Lagrange en février 2024,
. Ce terrain portera plus tard le nom de Tidiane Diakité, joueur du club et champion paralympique.
L'équipe de futsal féminin évolue en Régionale 1 et sa capitaine Fagueye Sy évolue depuis 2024 avec l'Équipe de France.